# Quartinia media
Quartinia media är en stekelart som beskrevs av Schulthess 1929. Quartinia media ingår i släktet Quartinia och familjen Masaridae. Inga underarter finns listade i Catalogue of Life.